# ユ・ドゥヒョン
ユ・ドゥヒョン（朝鮮語: 유두현、1981年1月28日 - 2009年10月23日）は、大韓民国のプロゲーマー、審判（Eスポーツ）。
スタークラフト内でのIDは[z-zone]Khan。
1999年からプロゲーマーとして活動を始め、2001年に軍隊を引退した。2005年から2008年まで韓国eスポーツ協会の公認審判長を務め、2009年、国際eスポーツ連盟の代理を務めた。2009年10月23日、大会参観のため車で安東に向かう途中原州市富論面嶺東高速道路上で貨物トラックと衝突する交通事故により29歳で死去した。

## 略歴
- 1999年 第2回KPGL団体戦優勝
- 1999年 第3回KPGL団体戦優勝
- 2000年バトルトップミレニアム団体戦優勝
- 2000年 第1回KGL総合優勝
- 2009年 第4回大韓民国eスポーツ大賞功労賞